# トルコの鉄道

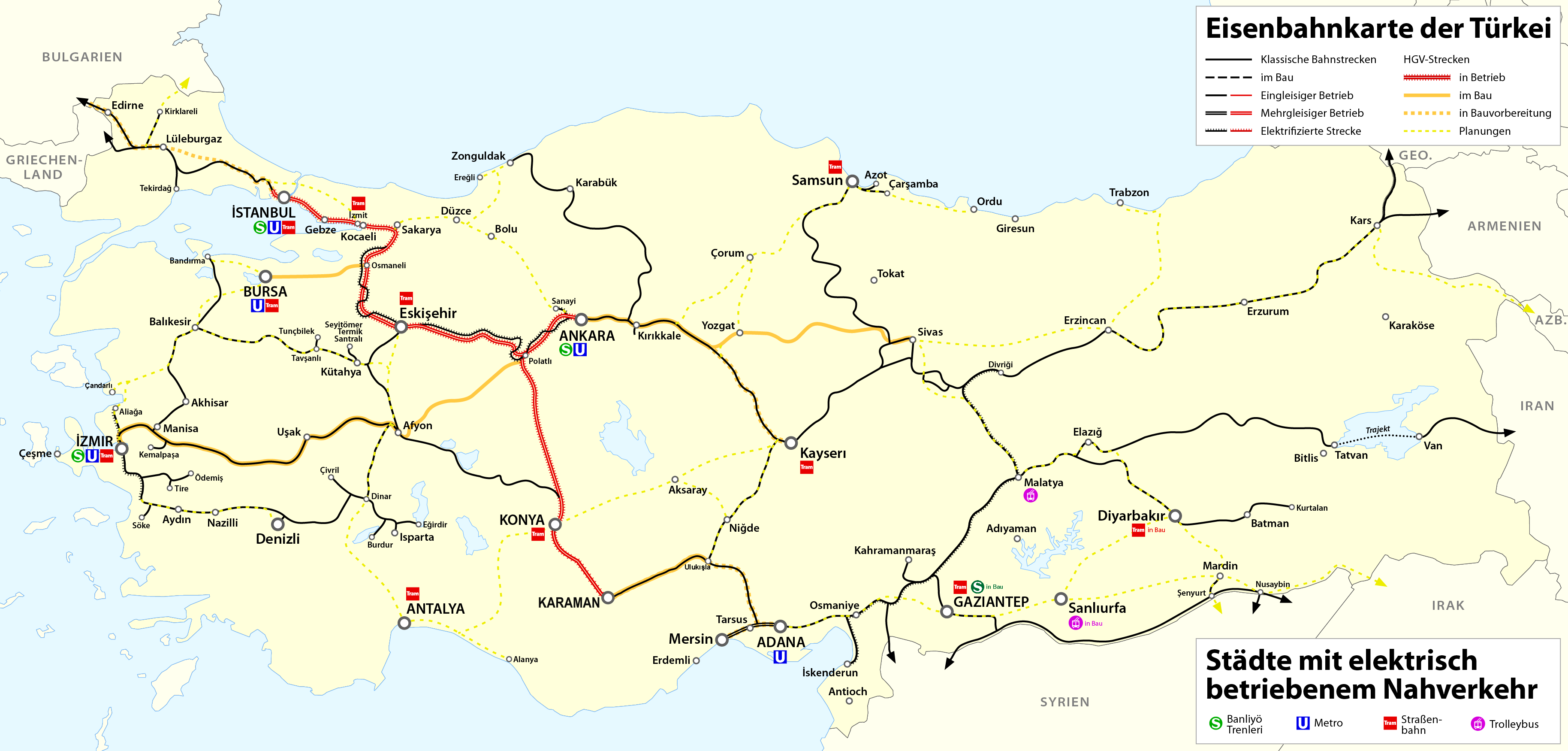
トルコの鉄道網

トルコの鉄道では、トルコにおける鉄道について記す。

## 軌間
トルコの鉄道の軌間は標準軌である。（距離：12,532km）

## 鉄道史
トルコ国鉄#歴史参照。

## 事業者
- トルコ国鉄

## 隣接国との鉄道接続状況
- ギリシャ（英語版） - 接続あり
- ブルガリア（フランス語版） - 接続あり
- ジョージア - 接続あり
- アルメニア - 接続あり。運行なし（国境閉鎖中）、軌間が異なる。
- アゼルバイジャン（ナヒチェヴァン自治共和国） - 接続なし
- イラン - 接続あり
- イラク - 接続なし
- シリア - 接続あり。シリア内戦のため運行していない。